# Jean-Paul Vonderburg
Jean-Paul Vonderburg (n. 31 iulie 1964, Suedia) este un fost fotbalist suedez.
Între 1990 și 1991, Vonderburg a jucat 4 meciuri pentru echipa națională a Suediei.

## Statistici
| Suedia | Suedia  | Suedia |
| An     | Meciuri | Goluri |
| ------ | ------- | ------ |
| 1990   | 2       | 0      |
| 1991   | 2       | 0      |
| Total  | 4       | 0      |